# Département Haute-Vienne
Das Département de la Haute-Vienne [otˈvjɛn] ist das französische Département mit der Ordnungsnummer 87. Es liegt in der Mitte des Landes in der Region Nouvelle-Aquitaine und ist nach dem Fluss Vienne benannt.

## Geographie

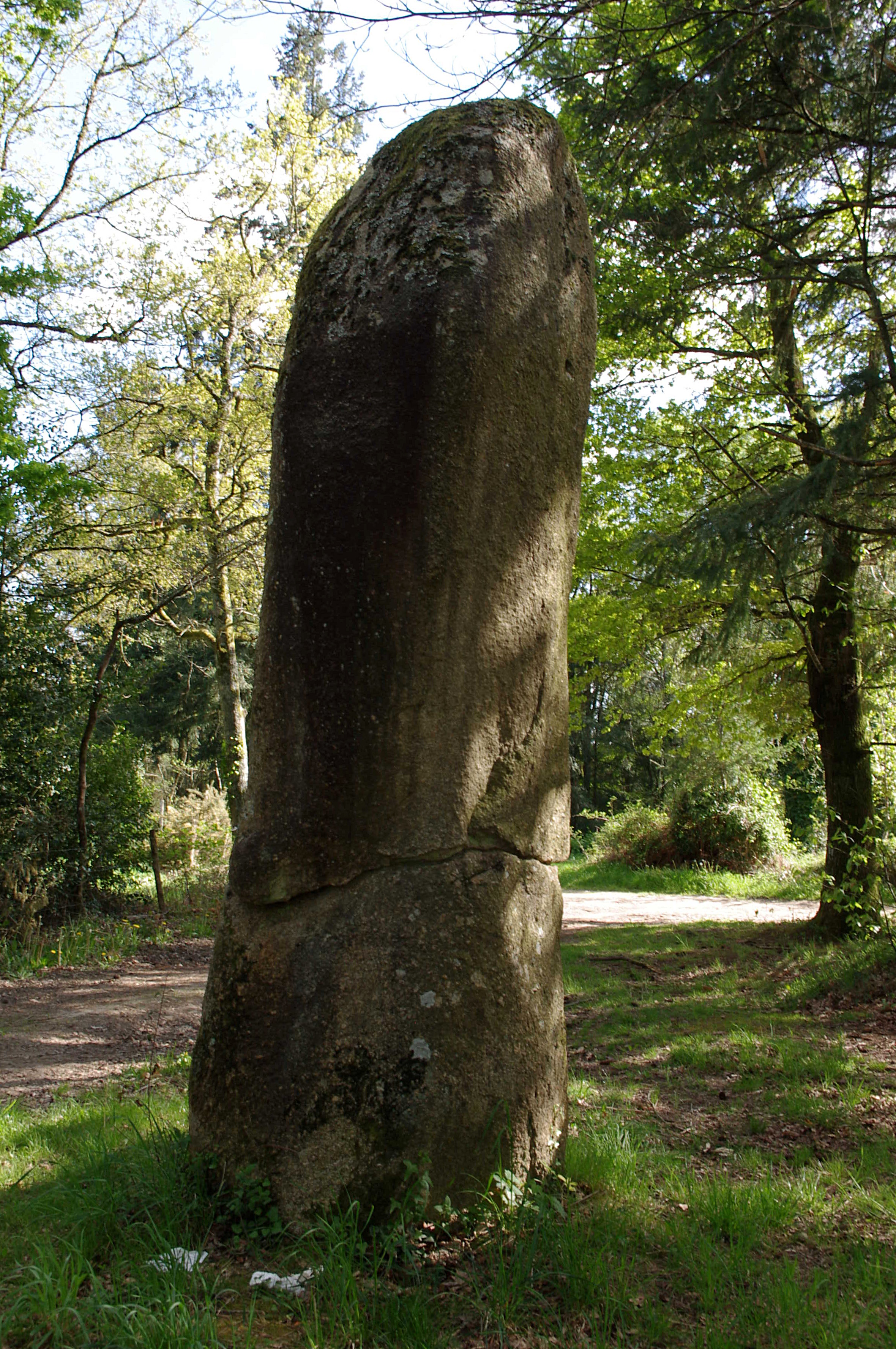
Menhir du Pic bei Javerdat

Das Département Haute-Vienne grenzt im Norden an die Départements Vienne und Indre, im Osten an das Département Creuse, im Südosten an das Département Corrèze, im Südwesten an das Département Dordogne sowie im Westen an das Département Charente.
Das Département liegt in den nordwestlichen Ausläufern des Zentralmassivs, der Südosten ragt in das Plateau de Millevaches. Bedeutendster Fluss ist die namensgebende Vienne, die im Plateau de Millevaches entspringt, das Département von Südosten aus erreicht, dann nach Westen dreht, die zentral gelegene Hauptstadt Limoges durchfließt und das Département in der zweitgrößten Stadt Saint-Junien verlässt. Den Norden des Départements durchzieht die Gartempe. Der Südwesten ist Teil des Regionalen Naturparks Périgord-Limousin.
Der Dolmen du Bois de la Lieue liegt in einem Wald westlich von Ambazac bei Limoges.

## Geschichte
Es wurde am 4. März 1790 aus einem Teil der Provinz Limousin und einem Teil der Provinz Marche gebildet. Es gehörte auch von 1960 bis 2015 der Region Limousin an, die 2016 in der Region Nouvelle Aquitaine aufging.

## Städte
Die bevölkerungsreichsten Gemeinden des Départements Haute-Vienne sind:
| Stadt                  | Einwohner (2022) | Arrondissement |
| ---------------------- | ---------------- | -------------- |
| Limoges                | 129.754          | Limoges        |
| Saint-Junien           | 11.382           | Rochechouart   |
| Panazol                | 11.207           | Limoges        |
| Couzeix                | 10.011           | Limoges        |
| Isle                   | 7.915            | Limoges        |
| Saint-Yrieix-la-Perche | 6.873            | Limoges        |
| Feytiat                | 6.174            | Limoges        |
| Le Palais-sur-Vienne   | 5.861            | Limoges        |
| Aixe-sur-Vienne        | 5.860            | Limoges        |
| Ambazac                | 5.565            | Limoges        |

## Verwaltungsgliederung
Das Département Haute-Vienne gliedert sich in 3 Arrondissements und 195 Gemeinden:
| Arrondissement           | Kantone | Gemeinden | Einwohner 1. Januar 2022 | Fläche km² | Dichte Einw./km² | Code INSEE |
| ------------------------ | ------- | --------- | ------------------------ | ---------- | ---------------- | ---------- |
| Bellac                   | 3       | 57        | 37.864                   | 1.779,91   | 21               | 871        |
| Limoges                  | 17      | 108       | 296.849                  | 2.944,79   | 101              | 872        |
| Rochechouart             | 2       | 30        | 37.725                   | 795,43     | 47               | 873        |
| Département Haute-Vienne | 21      | 195       | 372.438                  | 5.520,13   | 67               | 87         |

Siehe auch:

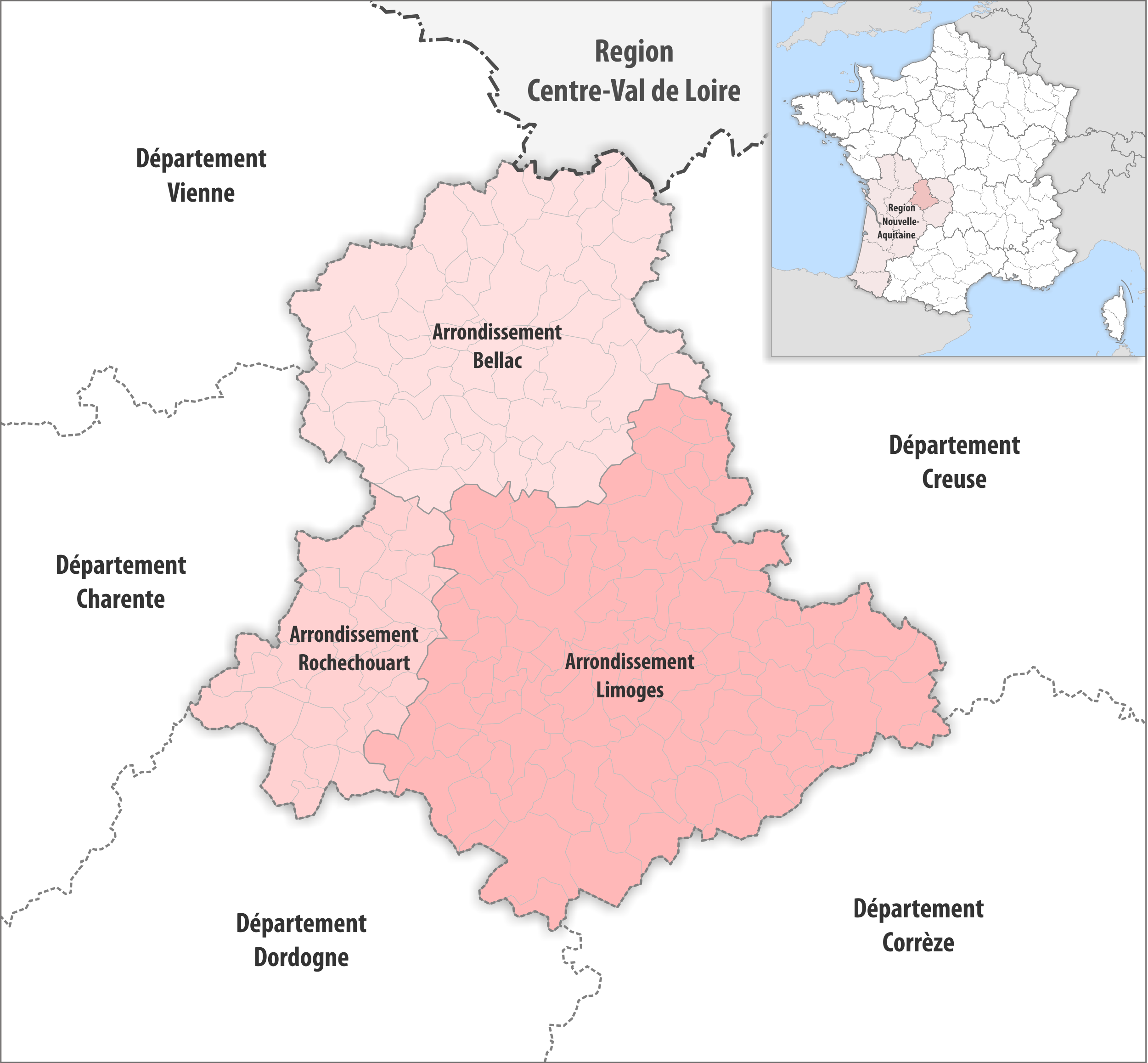
Gemeinden und Arrondissemente im Département Haute-Vienne

- Liste der Gemeinden im Département Haute-Vienne
- Liste der Kantone im Département Haute-Vienne
- Liste der Gemeindeverbände im Département Haute-Vienne

## Partnerschaft
Das Département schloss bereits 1981 eine Regionalpartnerschaft mit dem Bezirk Mittelfranken in Deutschland.